# Ministerio de Defensa de Portugal
El Ministerio de Defensa Nacional (MDN, en portugués: Ministério da Defesa Nacional) es un ministerio del Gobierno de Portugal al que le corresponde preparar y ejecutar la política de defensa nacional, así como asegurar y supervisar la administración de las Fuerzas Armadas Portuguesas y demás órganos, servicios y organizaciones integrados en ellas. 
El ministro de Defensa Nacional tiene su residencia oficial en la Fortaleza de San Julián de la Barra.  

## Deberes
El Ministerio de Defensa Nacional es responsable de:
- Participar en la definición de la política de defensa nacional y elaborar e implementar la política relativa al componente militar;
- Garantizar y vigilar la administración de las Fuerzas Armadas;
- Garantizar la preparación de los recursos con que cuentan las Fuerzas Armadas y vigilar e inspeccionar su utilización;
- Definir, ejecutar y coordinar las políticas de recursos humanos, materiales y financieros relacionados a las Fuerzas Armadas;
- Coordinar y orientar las acciones relacionadas con el cumplimiento de los compromisos militares derivados de los acuerdos internacionales y, así como, las relaciones con organismos internacionales de carácter militar, sin perjuicio de las atribuciones específicas del Ministerio de Relaciones Exteriores ;
- Elaborar el presupuesto del Ministerio y orientar la elaboración de los proyectos de ley de Programación Militar (LPM), coordinando y supervisando su ejecución;
- Apoyar el financiamiento de acciones, mediante la asignación de subsidios y la ejecución de transferencias en el ámbito de los programas que le sean asignados;
- Promover y dinamizar el estudio, la investigación, el desarrollo tecnológico y la difusión de los asuntos de interés para la defensa nacional;
- Velar que la seguridad de los materiales clasificados esté garantizada, tanto en Portugal como en las representaciones nacionales en el exterior;
- Desempeñar las funciones que le sean atribuidas en el ámbito del Sistema de Información de la República Portuguesa ;
- Brindar apoyo técnico y administrativo al Consejo Superior de Defensa Nacional y al Primer ministro, en el ejercicio de sus funciones, en materia de defensa nacional y de las Fuerzas Armadas.

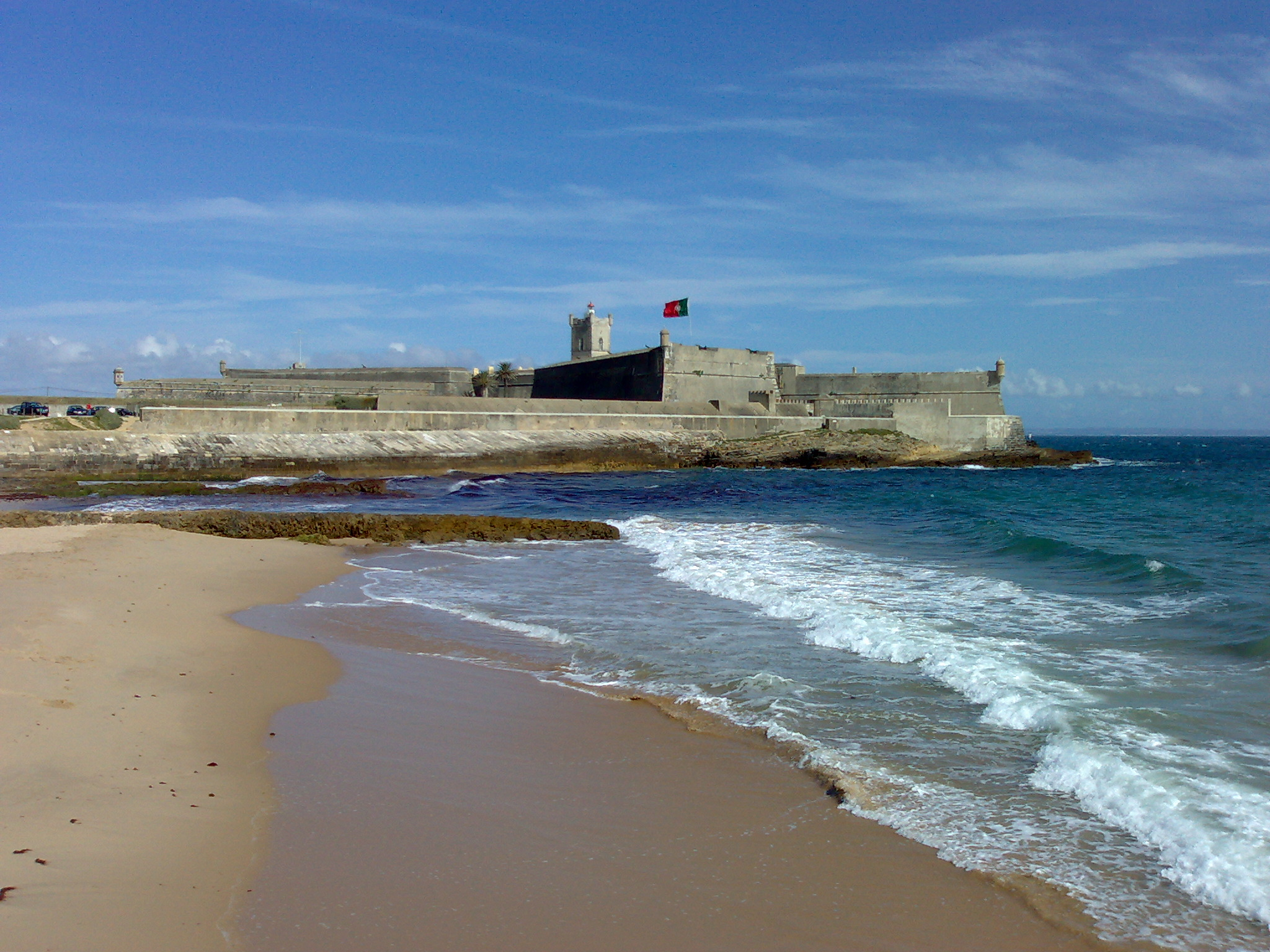
Fortaleza de San Julián de la Barra, residencia oficial del ministro de Defensa Nacional.

“Defensa nacional”, “defensa militar” y “seguridad nacional” para la doctrina portuguesa son conceptos diferentes, aunque menudo se confundan. La defensa nacional son el conjunto de estrategias y acciones para alcanzar o garantizar el estado de seguridad nacional. La defensa nacional incluye dos componentes:
- Defensa militar: consiste esencialmente en la defensa contra una agresión armada procedente del exterior del país.
- Defensa civil: es un concepto más amplio que incluye desde la seguridad interna y la protección civil hasta la defensa económica y cultural del país.

La defensa nacional constituye una estrategia integrada que el Estado portugués pone en práctica para garantizar la seguridad nacional. La seguridad nacional, a su vez, consiste en los estados de unidad nacional, soberanía, independencia, bienestar y prosperidad de la Nación. Vela por la unidad del Estado y el normal desarrollo de sus tareas, la libertad de acción política de los órganos estatales y de funcionamiento regular de las instituciones democráticas, dentro del marco constitucional. 
La defensa nacional es un concepto amplio y consensuado, que requiere el compromiso de la ciudadanía, la sociedad y los poderes públicos, con el fin de mantener y fortalecer la seguridad y crear condiciones para prevenir y combatir cualquier amenaza externa que, directa o indirectamente, se oponga al logro de los objetivos nacionales. Tiene por tanto un alcance global, integrando componentes militares y no militares.

## Historia

### Antecedentes (antes de 1950)

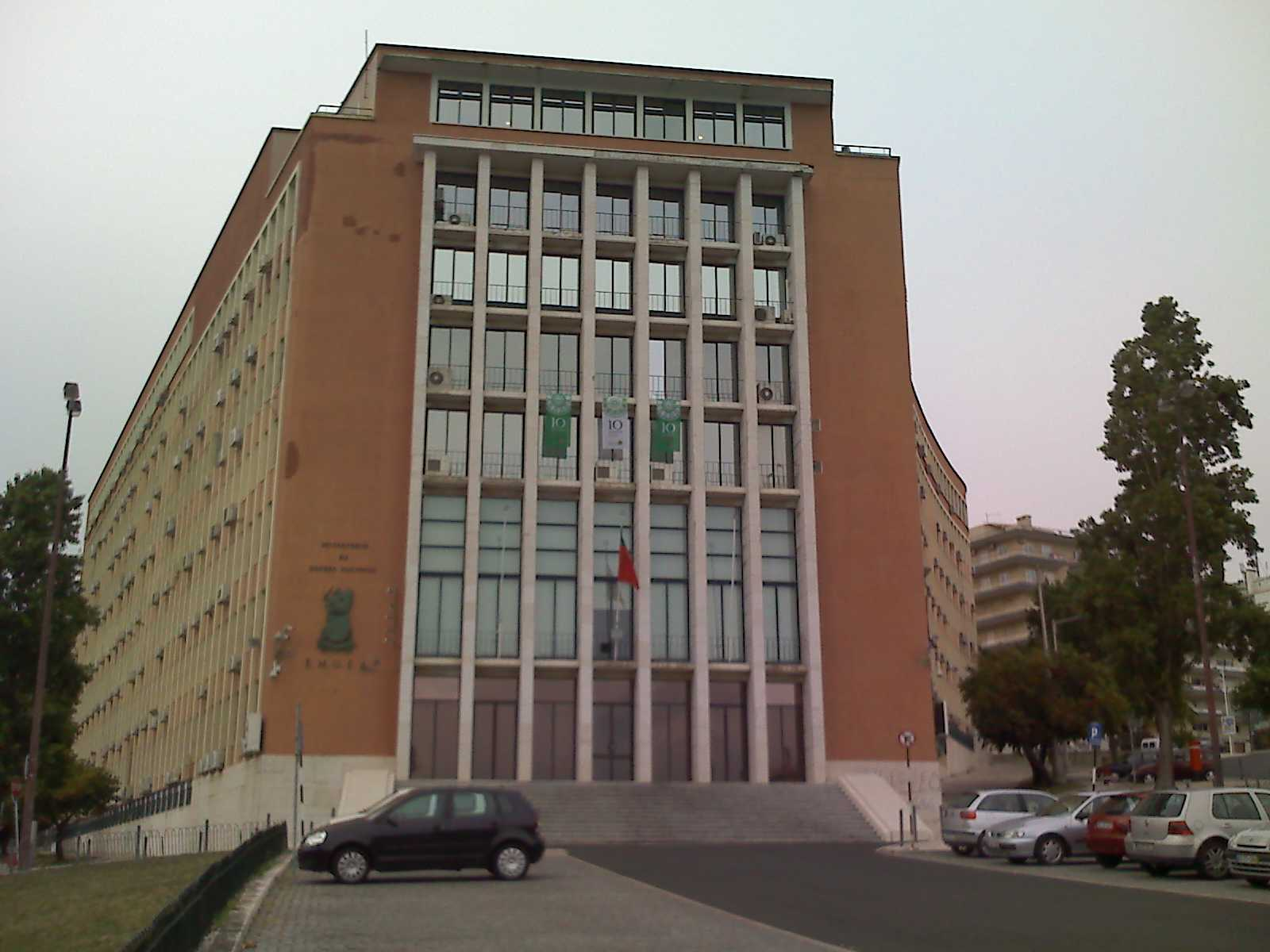
Edificio Isla de Madeira, sede del Ministerio de Defensa Nacional.

Los planes para establecer un Ministerio de Defensa con responsabilidad sobre todos los asuntos militares de la Nación, hasta entonces divididos entre varios ministerios sectoriales, se remontan al menos a principios de la década de 1930. Poco antes de la Segunda Guerra Mundial, se propuso fusionar el Ministerio de Guerra y el Ministerio de Marina en un solo organismo unificado, que integraría las Subsecretarías de Estado de Marina, Guerra (Ejército de Tierra) y Aire (Aeronáutica). Sin embargo, este plan fue rechazado por el Ejército y la Marina, que querían mantener su autonomía, con sus propios ministerios separados.

### Departamento de Defensa Nacional (1950-1974)
Para 1950, fruto de las consecuencias de la Segunda Guerra Mundial y de la creación de la OTAN (de la que Portugal fue miembro fundador), varias de las objeciones a un mando unificado de la defensa y de las fuerzas armadas fueron finalmente superadas.  Se creó el cargo de Jefe del Estado Mayor de las Fuerzas Armadas y el cargo de ministro de Defensa Nacional. Cabe señalar que, para evadir las persistentes las objeciones del Ejército y la Marina, no se creó un Ministerio de Defensa en primera instancia, sino únicamente un cargo de ministro de Defensa, manteniéndose la existencia de los Ministerios del Ejército y la Marina como departamentos. 
El ministro de Defensa Nacional no contaba, pues, con ministerio propio. El conjunto de órganos bajo la supervisión directa del ministro de Defensa Nacional constituyó el Departamento de Defensa Nacional. Institucionalmente formaba parte de la estructura de la Presidencia del Consejo de ministros, reportando directamente al Jefe del Estado Mayor General de las Fuerzas Armadas, a la Secretaría General de Defensa Nacional y a la Subsecretaría de Estado de Aereonautica, y ejerciendo un papel coordinador en relación con los ministros del Ejército y de Marina. El ministro de Defensa Nacional era responsable del presupuesto general y la gestión operativa de las Fuerzas Armada. Los asuntos administrativos y logísticos eran responsabilidad de los ministerios sectoriales.
Fue con esta organización que se dirigió la Guerra de Ultramar, entre 1961 y 1974. Luego se produjeron cambios tales como el paso de Subsecretaría a Secretaría de Estado de Aeronáutica en 1961. La reestructuración de 1969 supuso la transformación de la Secretaría General de la Defensa Nacional en el Estado Mayor de las Fuerzas Armadas, lo que recién se concretaria en 1974.

### Ministerio de Defensa Nacional (1974-1982)
El 25 de abril de 1974 se produjo un golpe militar que derrocó al gobierno democrático de Marcelo Caetano y puso fin a la Guerra de Ultramar. Tras este golpe, las Fuerzas Armadas asumieron la tutela del régimen, independizándose del poder civil. Así, se creó el Consejo Revolucionario, presidido por el presidente de la República (militar) e integrado únicamente por militares. Esta organización asumió la responsabilidad de todos los asuntos de las fuerzas armadas, otorgándole al Jefe del Estado Mayor de las Fuerzas un estatus equivalente al del primer ministro y los jefes de Estado Mayor de las ramas el papel de los anteriores ministros militares.
Se creó entonces el Ministerio de Defensa Nacional, encabezado por el ministro de Defensa Nacional. Sin embargo, el ministro no tenía ninguna autoridad sobre las Fuerzas Armadas, sirviendo solo como enlace entre el Gobierno (poder civil) y las Fuerzas Armadas, particularmente en lo que se refería a la política de defensa y a cuestiones presupuestarias.

### Integración de la supervisión de las Fuerzas Armadas al Ministerio (desde 1982)
Una vez terminado el período de transición democrática, cesó el control de las Fuerzas Armadas sobre el régimen, así como su separación del poder civil. En ese sentido, se realizó la Revisión Constitucional de 1982, que extinguió el Consejo Revolucionario y subordinó nuevamente a las Fuerzas Armadas a la administración directa del Estado.
Tras la revisión constitucional, también se aprobó la Ley de Defensa Nacional y de las Fuerzas Armadas (Ley n 29/82, del 11 de diciembre). Esta ley reguló la organización de las Fuerzas Armadas y la existencia del Ministerio de Defensa Nacional, a cuya estructura quedaron finalmente integradas. 

## Estructura
El Ministerio de Defensa Nacional esta organizado de la siguiente manera:
- Fuerzas Armadas:
  - Estado Mayor de las Fuerzas Armadas
  - Marina
  - Ejército
  - Fuerza Aérea
- Servicios centrales administrados directamente por Estado:
  - Secretaría General;
  - Dirección General de Política de Defensa Nacional;
  - Dirección General de Recursos de la Defensa Nacional;
  - Inspección General de la Defensa Nacional
  - Instituto de Defensa Nacional
  - Policía Judicial Militar
- Organización administrados indirectamente por Estado:
  - Instituto de Acción Social de las Fuerzas Armadas, (Instituto Público)
- Órganos consultivos:
  - Consejo Superior Militar
  - Consejo de Jefes de Estado Mayor
  - Consejo de Sanidad Militar
  - Consejo de Educación Superior Militar.
- Otras estructuras:
  - Autoridad Marítima Nacional
  - Autoridad Aeronáutica Nacional
  - Comisión de Historia Militar Portuguesa
- Entidades supervisadas:
  - Cruz Roja Portuguesa
  - Liga de Combatientes

## El ministro de Defensa Nacional

Insignia militar del Ministro de Defensa Nacional, utilizada desde 1952.

El ministro de Defensa Nacional es responsable de la preparación y ejecución del componente militar de la política de defensa nacional, de la administración de las Fuerzas Armadas, preparación de los recursos militares y de los resultados de su empleo. Así también es responsable de la administración de los órganos, servicios y organizaciones dependientes de él.

### Ministros de Defensa Nacional (1974- )
- Fernando dos Santos Costa (1950-1958 — II Gobierno del Nuevo Estado)
- Júlio Carlos Botelho Moniz (1958-1961 — II Gobierno del Nuevo Estado)
- António de Oliveira Salazar (1961-1962 — 2º Gobierno del Nuevo Estado)
- Manuel Gomes de Araújo (1962-1968 — II Gobierno del Nuevo Estado)
- Horácio José de Sá Viana Rebelo (1968-1973 — Tercer Gobierno del Nuevo Estado)
- Joaquim Moreira da Silva Cunha (1973-1974 — III Gobierno del Nuevo Estado).[7]

### Ministros de Defensa Nacional (1974- Act.)
- Mário Firmino Miguel (1974 — Gobiernos Provisionales I y II)
- Vítor Alves (1974-1975 — II Gobierno Provisional)
- Silvano Ribeiro (1975 — Gobiernos Provisionales III, IV y V)
- José Pinheiro de Azevedo (1975-1976 — Sexto Gobierno Provisional)
- Mário Firmino Miguel (1976-1978 — I, II y III Gobiernos Constitucionales)
- José Loureiro dos Santos (1978-1980 — IV y V Gobiernos Constitucionales)
- Adelino Amaro da Costa (1980 — VI Gobierno Constitucional)
- Luis de Azevedo Coutinho (1981 — VII Gobierno Constitucional)
- Diogo Freitas do Amaral (1981-1983 — VIII Gobierno Constitucional)
- Carlos Alberto da Mota Pinto (1983-1985 — IX Gobierno Constitucional)
- Rui Machete (1985 — IX Gobierno Constitucional)
- Leonardo Ribeiro de Almeida (1985-1987 — X Gobierno Constitucional)
- Eurico de Melo (1987-1990 — XI Gobierno Constitucional)
- Carlos Brito (1990 — XI Gobierno Constitucional)
- Fernando Nogueira (1990-1995 — XII Gobierno Constitucional)
- António Figueiredo Lopes (1995 — XII Gobierno Constitucional)
- António Vitorino (1995-1997 — XIII Gobierno Constitucional)
- José Veiga Simão (1997-1999 — XIII Gobierno Constitucional)
- Jaime Gama (1999 — XIII Gobierno Constitucional)
- Júlio Castro Caldas (1999-2001 — XIV Gobierno Constitucional)
- Rui Pena (2001-2002 — XIV Gobierno Constitucional)
- Paulo Portas (2002-2005 — XV y XVI Gobiernos Constitucionales)
- Luis Amado (2005-2006 — XVII Gobierno Constitucional)
- Nuno Severiano Teixeira (2006-2009 — XVII Gobierno Constitucional)
- Augusto Santos Silva (2009-2011 — XVIII Gobierno Constitucional)
- José Pedro Aguiar-Branco (2011-2015 — XIX y XX Gobiernos Constitucionales)
- José Alberto Azeredo Lopes (2015-2018 — XXI Gobierno Constitucional)
- João Gomes Cravinho (2018-2022— XXI Gobierno Constitucional y XXII Gobierno Constitucional)
- Helena Carreiras (2022-2024 — XXIII Gobierno Constitucional)
- Nuno Melo (2024-actualidad — XXIV Gobierno Constitucional)[7]